# Speocera tongyaoi
Espèce
Speocera tongyaoi est une espèce d'araignées aranéomorphes de la famille des Ochyroceratidae.

## Distribution
Cette espèce est endémique du Guangdong en Chine,. Elle se rencontre dans le district de Yuexiu.

## Description
Le mâle holotype mesure 1,02 mm et la femelle paratype 1,08 mm.

## Systématique et taxinomie
Cette espèce a été décrite par Lin et Li en 2022.

## Étymologie
Cette espèce est nommée en l'honneur de Tong-yao Jiang.

## Publication originale
- Lin, Zhao, Koh & Li, 2022 : « Taxonomy notes on twenty-eight spider species (Arachnida: Araneae) from Asia. » Zoological Systematics, vol. 47, no 3, p. 198-270 (texte intégral).